# Marko Kopljar
Marko Kopljar, född 12 februari 1986 i Požega i Jugoslavien (nuvarande Kroatien), är en kroatisk handbollsspelare som spelar för tyska Füchse Berlin. Han är 2,10 meter lång, vänsterhänt och spelar i anfall som högernia.

## Klubbar
- RK Medveščak (2004–2007)
- RK Croatia Osiguranje Zagreb (2007–2012)
- Paris Saint-Germain HB (2012–2015)
- FC Barcelona (2015–2016)
- Veszprém KC (2016–2017)
- Füchse Berlin (2017–)